# Zagubione komety
Zagubione komety – komety okresowe, których odkrycie udokumentowano i potwierdzono, jednak nie można ich ponownie odnaleźć w wyniku obserwacji. Za zagubioną uznaje się taką kometę, której nie widziano co najmniej podczas dwóch kolejnych przejść przez peryhelium. 
Istnieje kilka powodów niemożliwości ponownego zaobserwowania takich komet:
- w wyniku zbyt małej ilości obserwacji orbita komety nie została wyznaczona wystarczająco precyzyjnie,
- oddziaływanie grawitacyjne planet, planetoid lub innych ciał zmieniło trajektorię komety,
- nie obserwowano danej komety ze względu na niekorzystne ustawienie względem Ziemi i Słońca lub zbyt słabej jej aktywności,
- nastąpił rozpad komety lub zderzyła się ona z jakąś planetą.

W przeszłości zdarzało się wielokrotnie, iż po dłuższym nawet czasie odnajdywano niektóre zaginione obiekty. 
Kometa zaginiona oznaczana jest literą D.
Oto niektóre komety uznawane obecnie za zaginione:
- 3D/Biela,
- 5D/Brorsen,
- 20D/Westphal,
- 34D/Gale,
- 75D/Kohoutek,
- D/1884 O1,
- C/1917 F1 (Mellish),
- Shoemaker-Levy 9 (zderzyła się z Jowiszem i uległa destrukcji).